# Deportes Palmira
El Deportes Palmira fue un club de fútbol colombiano, del municipio de Palmira, Valle del Cauca. Fue fundado en 2009 y jugó en la Categoría Primera B.

## Historia
La historia del Palmira FC nace a comienzos de 2009, cuando los directivos del Girardot Fútbol Club decidieron trasladar de ciudad el club debido a las dificultades económicas que afrontaban. Dicho cambio de sede fue aprobado en unanimidad por las directvas del club, la Gobernación de Cundinamarca y la Industria de licores del mismo departamento, los cuales ejercieron su derecho al voto como máximos accionistas. Cabe destacar que la otra ciudad que pudo haber albergado al club fue Yopal, en el departamento de Casanare.
El club estaría presente por tres años en el municipio de Palmira, ya que se esperaba el regreso del club a Girardot en 2011. El Deportes Palmira contaba con el apoyo logístico y económico de las principales entidades del municipio, y del Deportivo Cali que cedió varios de sus jugadores juveniles.
Pese a ello, el futuro de Deportes Palmira quedó en el limbo al término de la temporada 2009, ya que existían ofertas para trasladarlo a Popayán o al barrio de Siloé en la ciudad de Cali. Cabe destacar que existe un acuerdo entre la directiva del antiguo Girardot F.C. con el club aficionado Real Bogotá para la cesión final de la ficha.
En cuanto a lo deportivo en la Primera B  el Torneo Apertura  quedó cuarto del Grupo B con 27 puntos en los Nonagonales Regionales y en los cuadrangulares semifinales quedó tercero del grupo A siendo superado por Cortuluá y en el Torneo Finalización quedó séptimo del Grupo A quedando eliminado, por la Copa Colombia quedó quinto del grupo F con 10 puntos.

### Cambio de sede
En 2010 el equipo regresó a trabajos normalmente, aunque los directivos barajaban la posibilidad de cambiar de sede, por la falta de apoyo económico de la alcaldía local. Finalmente, en la asamblea de la dimayor del 20 de enero, se dio a conocer la noticia del traslado del equipo al municipio de Buenaventura, bajo el nombre de Pacífico Fútbol Club.

## Datos del Club
- Temporadas en 1.ª: 0
- Temporadas en 2.ª: 1 (2009).
- Mejor puesto: 2°: 4° (2009-I).
- Peor Puesto: 2°: 7° (2009-II).
- Temporadas en Copa Colombia: 1 (2009).

## Uniforme
- Uniforme titular: Camiseta blanca con rayas rojas, pantalón y medias blancas.
- Uniforme alternativo: Camiseta blanca con rayas rojas y verdes, pantalón verde y medias blancas.

## Estadio
En este escenario deportivo también fue local el Expreso Palmira FC, club que hizo parte de la Primera B entre 1999 y 2001.